# Aster andringitrensis
Aster andringitrensis là một loài thực vật có hoa trong họ Cúc. Loài này được Humbert mô tả khoa học đầu tiên năm 1932.